# 白色濁流
《白色濁流》是日本NHK BS Premium於2021年8月22日起播出的Premium Drama，由伊藤淳史主演。

## 登場人物

### 主要人物
- 好並一樹：伊藤淳史[1]

研究者。
- 河原智子：佐佐木希[1]

一樹的青梅竹馬。新聞記者。
- 柏木航：桐山漣[1]

一樹的研究夥伴。

### 其他人物
- 北野葉子：藤野涼子

父親是北堂製藥的社長。
- 山本英明：矢島健一

一樹的研究室的指導教授。
- 羽佐間直美：萩原農

單親媽媽。
- 北野芳子：豐田真帆

葉子的媽媽。
- 好並君枝：木村綠子

一樹的媽媽，與丈夫在岡山市經營一家咖啡店。
- 北野隆二：西村雅彥

中型製藥企業「北野堂製藥」的第二任社長。

## 製作人員
- 原作：小籔浩二郎《白色濁流》
- 劇本：池田奈津子
- 音樂：信澤宣明
- 製作統括：海邊潔（NHK）、關口靜夫（FCC）
- 製作人：鄉田悠（FCC）
- 導演：水田成英、宮本理江子、佐佐木詳太

## 播出日程
| 集數  | 播出日期 | 標題           | 導演       |
| ----- | -------- | -------------- | ---------- |
| 第1話 | 8月22日  | 運命の依頼     | 水田成英   |
| 第2話 | 8月29日  | 発見は誰のもの | 水田成英   |
| 第3話 | 9月5日   | 裏切りの研究   | 宮本理江子 |
| 第4話 | 9月12日  | 地獄の入口     | 宮本理江子 |
| 第5話 | 9月19日  | 亡者の反撃     | 水田成英   |
| 第6話 | 9月26日  | 悪魔のささやき | 佐々木詳太 |
| 第7話 | 10月3日  | 滅びの発火点   | 宮本理江子 |
| 第8話 | 10月10日 | 戻れない河     | 水田成英   |

## 外部連結
- 官方网站（日語）

| 日本 NHK BS Premium Premium Drama           | 日本 NHK BS Premium Premium Drama          | 日本 NHK BS Premium Premium Drama |
| ------------------------------------------- | ------------------------------------------ | --------------------------------- |
|                                             | 白色濁流 （2021年8月22日－）               |                                   |
| 獅子的點心 （2021年6月27日－2021年8月15日） | 再次，活下去保護司·深谷善輔 （2021年秋－） |                                   |